# Spider-Man: Shattered Dimensions
A Spider-Man: Shattered Dimensions egy videójáték, melynek főhőse a Marvel Comics által kreált Pókember.

## A játék menete
A játékos négy különböző Spider-Man verziót (Amazing, Noir, 2099 illetve Ultimate) vezethet végig a négy különböző dimenzióban megtalálható pályákon. Főbb események során belső nézetesre vált a kamera.

## Történet
Amikor a gonoszok megkaparintják a Rend és Káosz Kőtábláját (Tablet of Order and Chaos), darabokra törik, amelyek ezután a különböző dimenziókban helyezkednek el. A játékosnak Pókemberként kell legyőznie a darabok újdonsült gonosz gazdáit, majd visszaszerezni minden egyes darabot, amelyek mellesleg szuper erőt kölcsönöznek gazdáiknak.

## Külső hivatkozások
- Hivatalos weboldal
- IMDb